# 라우페위
라우페위(고대 노르드어: Laufey) 또는 날(고대 노르드어: Nál)은 노르드 신화에서 로키의 어머니라고 언급되는 존재이다. 배우자는 파르바우티이다. 에다에서 로키는 "라우페위의 아들"이라는 뜻의 "라우페위야르손"(Laufeyjarson)이라는 이명으로도 불린다. 이 경우 일반적으로 사용되는 것은 아버지의 이름이기 때문에, 어머니의 이름을 이명으로 사용하는 로키는 매우 특이하다.

## 같이 보기
- 로우히